# Vasile Lupu moldvai fejedelem
Vasile Lupu (Tirana, 1593 – Konstantinápoly, 1661) Moldva fejedelme volt 1634. április – 1653. április 13., illetve 1653. május 8. – július 16. között.

## Élete
Albán származású, de görög neveltetésű volt. A moldvai bojárok választották meg fejedelemnek. Uralkodását a pompa és fényűzés jellemezte. Több híres épületet építtetett, többek között a jászvásári Trei Ierarhi-templomot. Támogatta a művészetet és kultúrát, nyomdát és felsőfokú tanintézetet is alapított. Mindez persze az adóterhek elviselhetetlen növekedésével járt együtt.
Vasile Lupu idejében jelent meg az első írott moldvai törvénykönyv (1646), amely Pravila lui Vasile Lupu („Vasile Lupu törvénye”) néven maradt fenn.
Uralkodásának első szakaszában jó kapcsolatokat tartott fenn Matei Basarab havasalföldi fejedelemmel, de később több harcot vívott ellene, megpróbálva saját fiát a szomszéd trónra ültetni. Háromszor szenvedett vereséget a havasalföldi seregtől (kétszer 1639-ben, illetve 1653-ban). Ez utóbbi vereség után a moldvai bojárok felkeltek ellene és elűzték az országból. Vasile Lupu az isztambuli Héttoronyban halt meg.
Szövetségese volt Bohdan Hmelnickij; a szövetség megerősítésére Vasile Lupu lánya, Ruxandra a hetman fiához ment feleségül. Lupu arról is nevezetes, hogy 12000 moldvai katolikus hívő (magyar csángó) számára kért lelki vezetőt Rómától.

## Fordítás
- Ez a szócikk részben vagy egészben a Vasile Lupu című román Wikipédia-szócikk ezen változatának fordításán alapul.  Az eredeti cikk szerkesztőit annak laptörténete sorolja fel. Ez a jelzés csupán a megfogalmazás eredetét és a szerzői jogokat jelzi, nem szolgál a cikkben szereplő információk forrásmegjelöléseként.